# Chrysoprasis ibaca
Chrysoprasis ibaca là một loài bọ cánh cứng trong họ Cerambycidae.